# 索諾拉章克申 (加利福尼亞州)
索諾拉章克申（英語：Sonora Junction）是位於美國加利福尼亞州莫諾縣的一個非建制地區。該地的面積和人口皆未知。

## 地理
索諾拉章克申的座標為38°20′55″N 119°27′07″W / 38.34861°N 119.45194°W，而該地的平均海拔高度為2109米（即6919英尺）。